# Maria del Portogallo (marchesa)
Maria Perez del Portogallo, Maria anche in portoghese, in aragonese, in catalano, in basco, in tedesco e in fiammingo, María in spagnolo, in galiziano, in asturiano, Mary in inglese e Marie in francese (Évora, 6 aprile 1342 – Genova, 1377) è stata una principessa portoghese che fu marchesa consorte di Tortosa e signora consorte di Albarracín e Fraga.

## Origine
Figlia primogenita ed unica femmina del re del Portogallo e dell'Algarve, Pietro I e di sua moglie, Costanza Manuel, figlia primogenita dello scrittore e uomo politico, Giovanni Emanuele di Castiglia (discendente di Ferdinando III di Castiglia, che era suo nonno, mentre Alfonso X di Castiglia era suo zio) e della sua seconda moglie, Constanza d'Aragona (1300-1327), figlia del re d'Aragona Giacomo II.

## Biografia
Maria assieme al fratello Ferdinando (D. Fernando, D. Maria) è citata nel Nobiliario di suo zio, Pietro Alfonso, conte di Barcelos, come figlia di Pietro, re del Portogallo (D. Pedro Rey de Portugal) e di sua moglie Costanza Manuel (D. Constança), mentre in un precedente passaggio Pietro Alfonso riporta che il marchese di Tortosa, Ferdinando (D. Fernando…Marques de Tortosa) figlio del re di Aragona, Alfonso IV (D. Alonso Rey de Aragon) e della sua seconda moglie, Eleonora (D. Leonor) sposò Maria principessa del Portogallo (la Infanta D. Maria).
Maria venne data in sposa al marchese di Tortosa e signore di Albarracín e Fraga, Ferdinando di Aragona, figlio di Alfonso IV di Aragona, re di Aragona, Valencia e Sardegna e conte di Barcellona e Urgell, e della sua seconda moglie, Eleonora di Castiglia. Il matrimonio venne celebrato a Évora il 3 febbraio 1354. La sposa, al momento del matrimonio non aveva ancora compiuto dodici anni.
Al momento il marito era esule in Castiglia, dopo che, nel luglio 1348, Ferdinando, sconfitto dal fratellastro, Pietro IV il Cerimonioso, era stato costretto a lasciare il regno di Valencia.
Pietro IV, nel 1357, richiamò in Aragona Ferdinando, nominandolo Procuratore Generale. Ma durante la guerra dei due Pietri, tra il fratellastro Pietro IV il Cerimonioso e il cugino Pietro il Crudele, re di Castiglia, Ferdinando, che aspirava al trono di quest'ultimo, si dimostrò un alleato del tutto fastidioso per Pietro IV che, rammentando la rivolta di Valencia lo fece assassinare, il 16 luglio 1363.
La storica Ana Rodrigues Oliveira menzionò che Maria ritornò in Portogallo dopo il 1375, e fu sepolta nel Monastero di Santa Clara-a-Velha a Coimbra. Tuttavia, in una lettera datata all'8 maggio 1377, il re Pietro IV informava il figlio maggiore che "Cert ardit havem haüt que la infanta de Portugal és morta en Jènova" (Abbiamo sentito che l'Infanta del Portogallo è morta a Genova).

## Figli
Maria a Ferdinando non diede alcun figlio.

## Ascendenza
|                           |                      |                                | Genitori                 |  |  | Nonni |  |  | Bisnonni               |  |  | Trisnonni                  |  |
|                           |                      |                                |                          |  |  |       |  |  | Dionigi del Portogallo |  |  | Alfonso III del Portogallo |  |
|                           |                      |                                |                          |  |  |       |  |  | Dionigi del Portogallo |  |  | Alfonso III del Portogallo |  |
|                           |                      | Beatrice di Castiglia e Guzmán |                          |  |  |       |  |  | Dionigi del Portogallo |  |  |                            |  |
| Alfonso IV del Portogallo |                      |                                |                          |  |  |       |  |  | Dionigi del Portogallo |  |  |                            |  |
|                           |                      | Isabella d'Aragona             | Pietro III d'Aragona     |  |  |       |  |  |                        |  |  |                            |  |
|                           |                      | Isabella d'Aragona             | Pietro III d'Aragona     |  |  |       |  |  |                        |  |  |                            |  |
|                           |                      | Isabella d'Aragona             | Costanza di Hohenstaufen |  |  |       |  |  |                        |  |  |                            |  |
| Pietro I del Portogallo   |                      | Isabella d'Aragona             |                          |  |  |       |  |  |                        |  |  |                            |  |
|                           |                      | Sancho IV di Castiglia         | Alfonso X di Castiglia   |  |  |       |  |  |                        |  |  |                            |  |
|                           |                      | Sancho IV di Castiglia         | Alfonso X di Castiglia   |  |  |       |  |  |                        |  |  |                            |  |
|                           |                      | Sancho IV di Castiglia         | Violante d'Aragona       |  |  |       |  |  |                        |  |  |                            |  |
| Beatrice di Castiglia     |                      | Sancho IV di Castiglia         |                          |  |  |       |  |  |                        |  |  |                            |  |
|                           |                      | Maria di Molina                | Alfonso di Molina        |  |  |       |  |  |                        |  |  |                            |  |
|                           |                      | Maria di Molina                | Alfonso di Molina        |  |  |       |  |  |                        |  |  |                            |  |
|                           |                      | Maria di Molina                | Mayor Alonso de Meneses  |  |  |       |  |  |                        |  |  |                            |  |
| Maria del Portogallo      |                      | Maria di Molina                |                          |  |  |       |  |  |                        |  |  |                            |  |
|                           | Manuele di Castiglia | Ferdinando III di Castiglia    |                          |  |  |       |  |  |                        |  |  |                            |  |
|                           | Manuele di Castiglia | Ferdinando III di Castiglia    |                          |  |  |       |  |  |                        |  |  |                            |  |
|                           | Manuele di Castiglia | Beatrice di Svevia             |                          |  |  |       |  |  |                        |  |  |                            |  |
| Don Juan Manuel           | Manuele di Castiglia |                                |                          |  |  |       |  |  |                        |  |  |                            |  |
|                           |                      | Beatrice di Savoia             | Amedeo IV di Savoia      |  |  |       |  |  |                        |  |  |                            |  |
|                           |                      | Beatrice di Savoia             | Amedeo IV di Savoia      |  |  |       |  |  |                        |  |  |                            |  |
|                           |                      | Beatrice di Savoia             | Cecilia del Balzo        |  |  |       |  |  |                        |  |  |                            |  |
| Costanza Manuel           |                      | Beatrice di Savoia             |                          |  |  |       |  |  |                        |  |  |                            |  |
|                           |                      | Giacomo II d'Aragona           | Pietro III d'Aragona     |  |  |       |  |  |                        |  |  |                            |  |
|                           |                      | Giacomo II d'Aragona           | Pietro III d'Aragona     |  |  |       |  |  |                        |  |  |                            |  |
|                           |                      | Giacomo II d'Aragona           | Costanza di Hohenstaufen |  |  |       |  |  |                        |  |  |                            |  |
| Costanza d'Aragona        |                      | Giacomo II d'Aragona           |                          |  |  |       |  |  |                        |  |  |                            |  |
|                           |                      | Bianca di Napoli               | Carlo II di Napoli       |  |  |       |  |  |                        |  |  |                            |  |
|                           |                      | Bianca di Napoli               | Carlo II di Napoli       |  |  |       |  |  |                        |  |  |                            |  |
|                           |                      | Bianca di Napoli               | Maria d'Ungheria         |  |  |       |  |  |                        |  |  |                            |  |
|                           |                      | Bianca di Napoli               |                          |  |  |       |  |  |                        |  |  |                            |  |